# スタンリー・セイディ
スタンリー・ジョン・セイディ（Stanley John Sadie CBE 1930年10月30日 - 2005年3月21日）は、イギリスの音楽学者、音楽評論家、編集者。多作家で影響力のあった彼は『ニューグローヴ世界音楽大事典』の初版として出版された『音楽と音楽家に関するグローヴの事典』の第6版の編集者を務めた。

## キャリア
ウェンブリーに生まれたセイディはロンドンのセント・ポールズ・スクールで学び、ケンブリッジ大学のゴンヴィル・アンド・キーズ・カレッジではサーストン・ダートの下で音楽を専攻した。1953年に教養と音楽の学士を取得、1957年に教養の修士号、1958年にPhDを取得している。彼の博士論文は18世紀半ばのイギリスの室内楽がテーマであった。ケンブリッジ大学卒業後はロンドンのトリニティ音楽院で教鞭を執った（1957年-1965年）。
続いて音楽ジャーナリズムへと方針転換を図り、『タイムズ』紙の音楽評論家として活躍する（1964年-1981年）。『グローヴ』への参加やその他の学術的な仕事のために『タイムズ』を去ることを余儀なくされた1981年以降、『フィナンシャル・タイムズ』紙へ評論を寄稿した。1967年から1987年にかけては『ミュージカル・タイムズ』紙の編集者も務めている。
1970年以降、『音楽と音楽家に関するグローヴの事典』第6版（1980年）が計画されセイディはその編集者となった。彼が主要な変更点を監督した事典は9巻から20巻へと拡大、『ニューグローヴ世界音楽大事典』と名称を変更し、現在ではその初版であるとされる。また、彼はさらに拡大して29巻となった『ニューグローヴ』の第2版（2001年）においても裏方として重要な役割を果たしている。さらに『グローヴ』の系列事典の拡張においても指揮を執り、1巻からなる『Grove Concise Dictionary of Music』（1988年）、他にもスピンオフ版の『New Grove Dictionary of Musical Instruments』（全3巻 1984年）、『New Grove Dictionary of American Music』（H・ウィリー・ヒッチコックと 全4巻 1986年）、『新グローヴオペラ事典』（全4巻 1992年）を世に出している。加えて『グローヴ』の項目を基に作曲家の伝記の編集も手掛けている。
『グローヴ』の仕事とは別に、セイディはテレビ放送も行われた『Man and Music』の編集も手掛けた（1989年-1993年）。彼はファゴットの演奏に堪能であった。
2005年3月21日にサマセット州、コシントンの自宅で死去。死因は数週間前に診断が下ったばかりの筋萎縮性側索硬化症であった。
セイディは2度結婚している。ひとり目の妻となったアデーレ・セイディ（旧姓ブルーム、1931年-1978年）は1953年にロンドンで結婚、2男1女を儲けたが1978年にこの世を去った。セイディは音楽学者のジュリー・アンヌ・セイディー（旧姓ヴァートリーズ 1948年生）と1978年に再婚、1男1女を授かった。

## 受章
1982年、大英帝国勲章のコマンダーに叙せられる。レスター大学からは1982年に名誉文学博士号を授与されており、1994年に王立音楽大学で、また母校のゴンヴィル・アンド・キーズ・カレッジでも名誉フェローに選任された。2005年にはヘンデル音楽賞を受賞している。

## 経歴
- アメリカ音楽学会、通信会員 1996年
- 王立音楽協会、会長 1989年–1994年
- The Critics' Circle
- 国際音楽学会、会長 1992年–1997年

## 関連資料
- Stanley Sadie Archive Project, Cambridge University Library